# Nikkei Asia
Nikkei Asia（ニッケイ・エイジア）は、日本経済新聞社の英字雑誌（週刊）および英語ウェブサイト。
2020年9月30日、Nikkei Asian ReviewからNikkei Asiaに名称を変更した。2024年4月25日、同年9月を以って週刊のプリント版の発行を終了すると発表した。

## 歴史
日本経済新聞社は、近年成長の著しいアジアマーケットに特化した英語マガジンの開発を進めるために、試験的にiPad対応のタブレットPC向けのウェブマガジンとして発行。これを発展させ、2013年秋をめどにパソコン、スマートフォン、タブレットPCといったインターネット媒体と、印刷物を融合した総合英語メディアとして、アジアの経済の理解を必要とするビジネスマン向けのメディア媒体とする事にした。これに伴い、日経ウィークリーは2013年9月30日の発行を以って発展的に休刊した。